# Dvorana Finlandia
Dvorana Finlandia je kongresno in prireditveno prizorišče v središču Helsinkov v zalivu Töölönlahti, ki je v lasti mesta Helsinki. Stavba, ki jo je zasnoval arhitekt Alvar Aalto, je bila dokončana leta 1971. Vsako podrobnost v stavbi je oblikoval Aalto. Načrti so bili dokončani leta 1962, gradnja pa je potekala med letoma 1967 in 1971. Kongresno krilo je bilo zasnovano leta 1970 in zgrajeno v letih 1973–1975. Leta 2011 so stavbo razširili z novimi razstavnimi prostori in prostori za srečanja. Dvorana Finlandia je znana kot prizorišče vrha OVSE (Organizacija za varnost in sodelovanje v Evropi), ki je potekal avgusta 1975 in se ga je udeležilo 35 svetovnih voditeljev, vključno z voditeljem Sovjetske zveze Leonidom Brežnjevom in predsednikom Združenih držav Države, Geraldom Fordom.
Slavnostna otvoritev dvorane Finlandia je bila 2. decembra 1971. Otvoritveni koncert je vključeval prvo izvedbo Meren tytär ('Hči morja') Einojuhanija Rautavaare in Simfonije Aulisa Sallinena (opus 24) ter Sibeliusov violinski koncert z Isaacom Sternom kot solistom na violini Helsinškega filharmoničnega orkestra.

## Arhitektura
Dvorana Finlandia in njeno kongresno krilo sta bila edini del načrta za veliko novo monumentalno središče Helsinkov okoli območja zaliva Töölö, ki ga je med letoma 1959 in 1976 zasnoval Alvar Aalto in ki naj bi bil dejansko zgrajen. Glavna značilnost stavbe je stolpast del s poševno streho. Zamisel Alvarja Aalta za zasnovo je bila, da bi visok prazen prostor zagotovil boljšo akustiko. Mrežasti strop skrije prostor za občinstvo, vendar omogoča ustvarjanje enako globokega post-eha kot visoki cerkveni stolpi. Aalto je uporabil italijanski carrarski marmor v notranjih in zunanjih površinah kot kontrast črnemu granitu. Za Aalta je bil marmor vez s sredozemsko kulturo, ki jo je želel prenesti na Finsko.
Dvorana Finlandia ima optično iluzijo: stavba Narodnega muzeja na drugi strani ulice se zdi, kot da se dviga z roba stolpa dvorane Finlandia. Učinek ustvarja črn trapez na beli marmorni površini stolpa dvorane Finlandia. Trapez je bil izmerjen tako, da ustreza dvigajočemu se stolpu Narodnega muzeja, ko gledamo dvorano Finlandia z vzhodne obale zaliva Töölönlahti. Aalto je rad ustvarjal optične iluzije. Še en primer tega je mogoče najti na poti za pešce za stavbo knjižnice Tehnične univerze v Helsinkih (sedanja Univerza Aalto) v Espooju.
Notranja zasnova stavbe je poklon načelu Gesamtkunstwerk, to je celovite umetnine. Zasnova vsake svetilke, kosa pohištva, plošče, talnega materiala in okrasne plošče je odraz Aaltove zrelosti, ki izhaja iz njegove dolge kariere arhitekta in oblikovalca svetilk, pohištva in naprav, kot so vratne kljuke. Vsi materiali govorijo jezik narave, brez tehnično izumetničenih tonov. To je zato, ker je bil Aaltov osnovni pogled, da bi morala arhitektura ustvariti okvir za človeka. V dvorani Finlandia niso v ospredju izjemne forme ali razkošna notranjost, temveč predvsem občinstvo in nastopajoči. Po besedah Aalta se občinstvu v dvorani Finlandia ni treba obleči tako, kot so se ljudje nekoč v preddverjih opernih hiš in pozlačenih koncertnih dvoranah starih časov. To, kar ljudje nosijo, mora biti tako pristno in naravno kot okolje v stavbi.

## Glavna stavba
V glavni stavbi so glavni avditorij (1700 sedežev), dvorana Helsinki (340 sedežev), dvorana Terrace (250 sedežev), dvorana Elissa (130 sedežev), dvorana Aurora (894 sedežev), veranda (1700 sedežev) in restavracija Finlandia, kot tudi Cafe Veranda (odprta za javnost) in Galleria Veranda.

### Glavni avditorij
Notranjost dvorane Finlandia prikazuje številne teme, značilne za Aalta. Glavni avditorij je bil prvotno zasnovan kot koncertna dvorana in je poenostavljena različica koncertne dvorane v gledališču Aalto, torej operni hiši Essen v Nemčiji.
Glavni avditorij je bil že od samega začetka priljubljeno prizorišče srečanj, kongresov, slavnosti, koncertov in prireditev. Avditorij sprejme 1700 ljudi, 1200 v parterju in 500 na balkonu. Tla so hrastov parket, modri deli stene pa finska breza. Oder je širok 14 metrov. Sestavljen je iz več modularnih platform. Na sredini je dvigalo do shramb, ki so v dveh etažah pod odrom. Zaveso je oblikovala Dora Jung, finska oblikovalka tekstila.
Glavni avditorij je služil kot prizorišče več mednarodnih srečanj. Vsako drugo sedežno vrsto je možno odstraniti, da bi lahko udeležencem namestili mize.
V glavnem avditoriju je imelo govore tudi več drugih voditeljev držav, npr. predsednik Ronald Reagan, generalni sekretar Mihail Gorbačov, predsednik George H. W. Bush, papež Janez Pavel II., in 14. dalajlama.
O akustiki glavnega avditorija je bilo veliko razprav. Na začetku so bile težave, predvsem zato, ker je Aalto želel, da bi bil prostor podoben srednjeveški cerkvi, v kateri je akustika znana kot dobra. Tukaj prikazani del stolpa je bil popolnoma odprt. Pri kasnejših sanacijah so strop znižali na današnjo višino, višino odra pa povečali za pol metra. Vrata glavnega avditorija so prekrita z materialom iz konjske žime. Orgle v avditoriju, ki jih je izdelala tovarna orgel Kangasala, so bile prve orgle koncertne dvorane na Finskem. Tudi sprednji del orgel je oblikoval Alvar Aalto.

### Piazza
Piazza je veliko preddverje, ki ima veliko naravne svetlobe. Ime izvira iz Italije, države, ki jo je Aalto zelo občudoval, njenih tržnic in trgov, kjer so se ljudje zbirali, da bi se srečali. Barve so umirjene in tihe. Tla ali preddverje so prekrita z visokokakovostnimi angleškimi volnenimi preprogami.

### Helsinška dvorana
Helsinška dvorana s 340 sedeži in prijetnim preddverjem je odlično prizorišče za različne dogodke. Helsinška dvorana ima značilnosti, ki spominjajo na cerkveno dvorano, ki jo je Aalto zasnoval za Detmerode v Wolfsburgu v Nemčiji. Še posebej streha je kopirana iz njega. Paneli v stropu so ameriški oregonski bor. Podrobnejši pogled na stene Helsinške dvorane pokaže, da je v Dvorani le en oster kot.

### Restavracija Finska
Restavracija Finlandia je sestavljena iz treh jedilnic, ki so ločene s premičnimi stenami. Restavracija kot en sam prostor sprejme 380 ljudi in sprejme koktajl zabavo za 650 ljudi. Kombinacija restavracije in pripadajočega preddverja omogoča organizacijo cateringa za skoraj 1300 oseb in koktajl zabav do 2500 oseb.

### Kongresno krilo
Kongresni trakt je bil dokončan leta 1975. Posebnost kongresnega trakta so »valovi« na fasadi, ki dajejo stavbi edinstveno lepoto in živahnost. Zunanje stene krila niso neposredne. Zavijajo, sledijo obliki terena. Po eni strani je Aalto želel ohraniti večino dreves na mestu, po drugi strani pa se je želel izogniti monotoniji neposrednih sten. Kongresni del obsega spremenljive dvorane A, B in C ter več (skupaj 13) manjših sejnih sob.

### Veranda
Prizidek Verande dvorane Finlandia, ki je bil dokončan leta 2011, je predelava pokritega parkirišča in rampe na strani glavne stavbe Karamzininranta. Glavna ideja zasnove je bil občutek pokritega zunanjega prostora, preprosta, lahka in nevtralna. Na primer, prvotna narava in material stropnih, stenskih in talnih površin nista bila spremenjena, če je bilo mogoče. Gradbena dela so bila izvedena v sodelovanju s Finskim nacionalnim odborom za starine. Število novih fiksnih elementov smo minimizirali, da bi lahko prostor izkoristili za veliko število različnih prireditev, razstav, banketov, ipd. Dvorana je s premičnimi stenami razdeljena na prostore različnih velikosti. Tlorisna površina Verande, 2200 m², nudi prostor za srečanja za 240–310 ljudi. Omogoča organizacijo cateringa za 1000 oseb in cocktail zabav za 1700 oseb. Glavni arhitekt za Verando je Jyrki Iso-Aho, notranjo opremo pa Jaakko Puro Oy. Vodilna ideja pri opremljanju je poleg dizajna lahkotnost, gibljivost in primernost za različne namene. V Verandi sta tudi Cafe Veranda, ki je odprta za javnost in Galleria Veranda. Tako Veranda kot Cafe Veranda ponujata dober pogled na zaliv Töölönlahti.

## Podjetje
Dvorano Finlandia upravlja neodvisno podjetje. 1. junija 2008 se je organizacija upravljanja dvorane Finlandia spremenila v družbo z omejeno odgovornostjo Finlandia-talo Oy. Celotni delniški kapital družbe je v lasti mesta Helsinki. Generalna direktorica podjetja je Johanna Tolonen.